# 雷普索尔环形山
雷普索尔环形山（Repsold）是月球正面位于风暴洋西北边缘的一座古老大撞击坑，约形成于45.5-39.2亿年前的前酒海纪，其名称取自德国天文学家约翰·格奥尔格·雷普索尔德(Johann Georg Repsold，1770年–1830年)，1935年被国际天文学联合会正式批准接受。

## 描述
该陨坑西侧毗邻兰利环形山、西北靠近巨大的环壁平原-伏打环形山，色诺芬尼环形山位于它的北面、南面和西南偏西则分别坐落了杰勒德环形山和伽伐尼环形山。该陨坑中心月面坐标为51°19′N 78°25′W / 51.31°N 78.41°W，直径108.65公里，深度约2.88公里。由于该陨坑非常靠近月球西北边沿，从地球上看，外观明显因透视作用而高度变形。
雷普索尔环形山已被撞击侵蚀严重损毁，沿边缘大部分坑壁基本已解体，形成一圈嶙峋参差的小撞击坑区，只有与月海相连的东南壁相对较完整。沿西南边缘横跨了大卫星坑"雷普索尔 G"，而东南侧则与更大的，位于月海中且被熔岩淹没的直径135公里的卫星坑"雷普索尔 C"相连接。雷普索尔环形山坑内大部分区域是被玄武岩熔岩流填没的平坦地形，但也分布有一些小陨坑，靠东部矗立了一道高约1100米的小山脊，它的南面紧挨着三座小撞击坑。雷普索尔环形山坑内最突出的地貌特征是该陨坑形成时，表面熔岩凝固开裂所产生的一系列沟壑，现被称为"雷普索尔月溪"(Rimae Repsold)。

## 雷普索尔月溪
雷普索尔环形山坑内地表上包含了一组称为"雷普索尔月溪"的沟系，其中最醒目的一支起始于东北坑底，然后穿过西南坑底及卫星坑"雷普索尔 G"，在"雷普索尔 G"坑内分为二条，继续向西南偏西，一路绵延渗入进伽伐尼环形山坑底，整个月溪全长约有166公里。

## 卫星陨石坑
按惯例，最靠近雷普索尔环形山的卫星坑将在月图上以字母标注在它的中心点旁边.

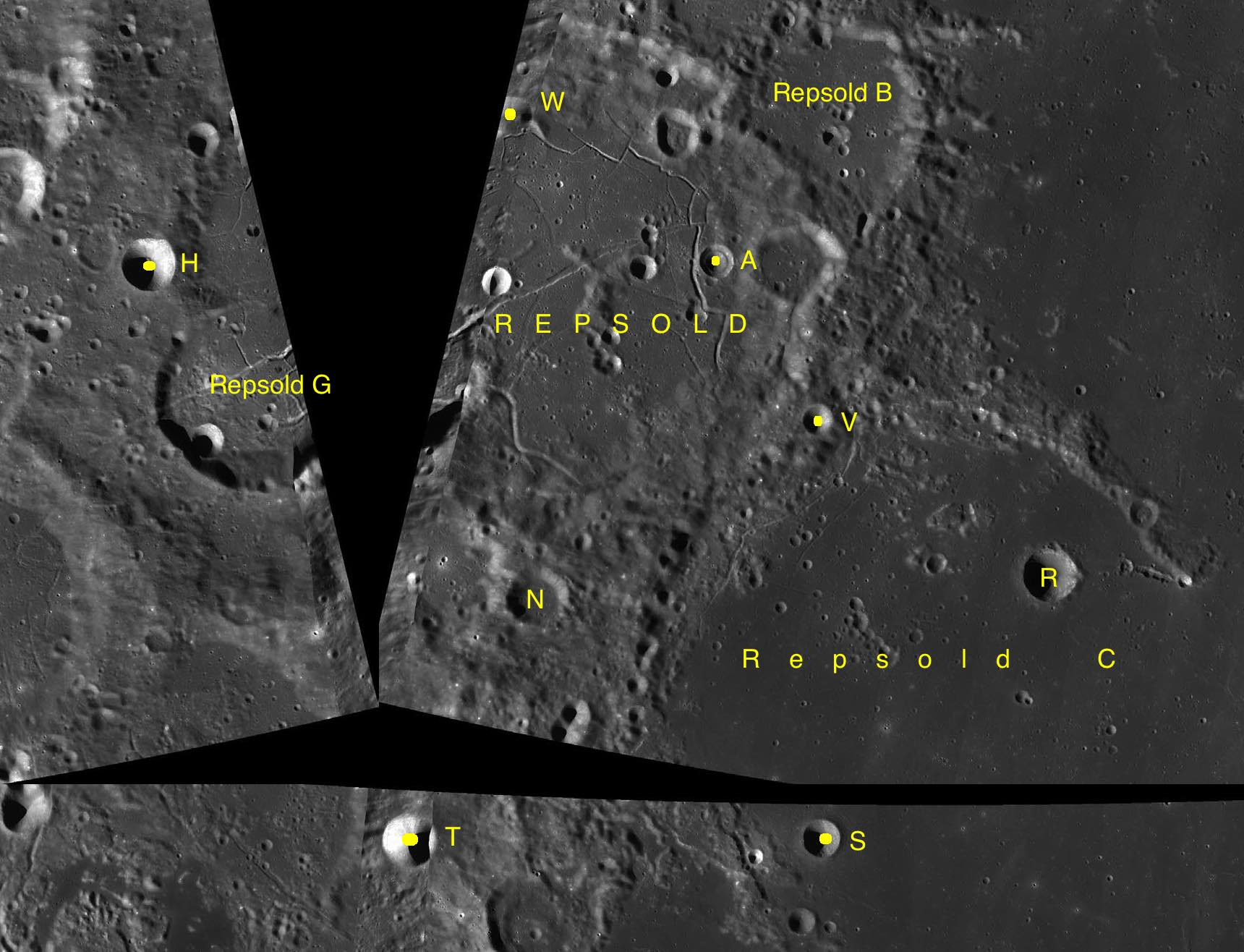
LAC-10、LAC-21及LAC-22拼接图

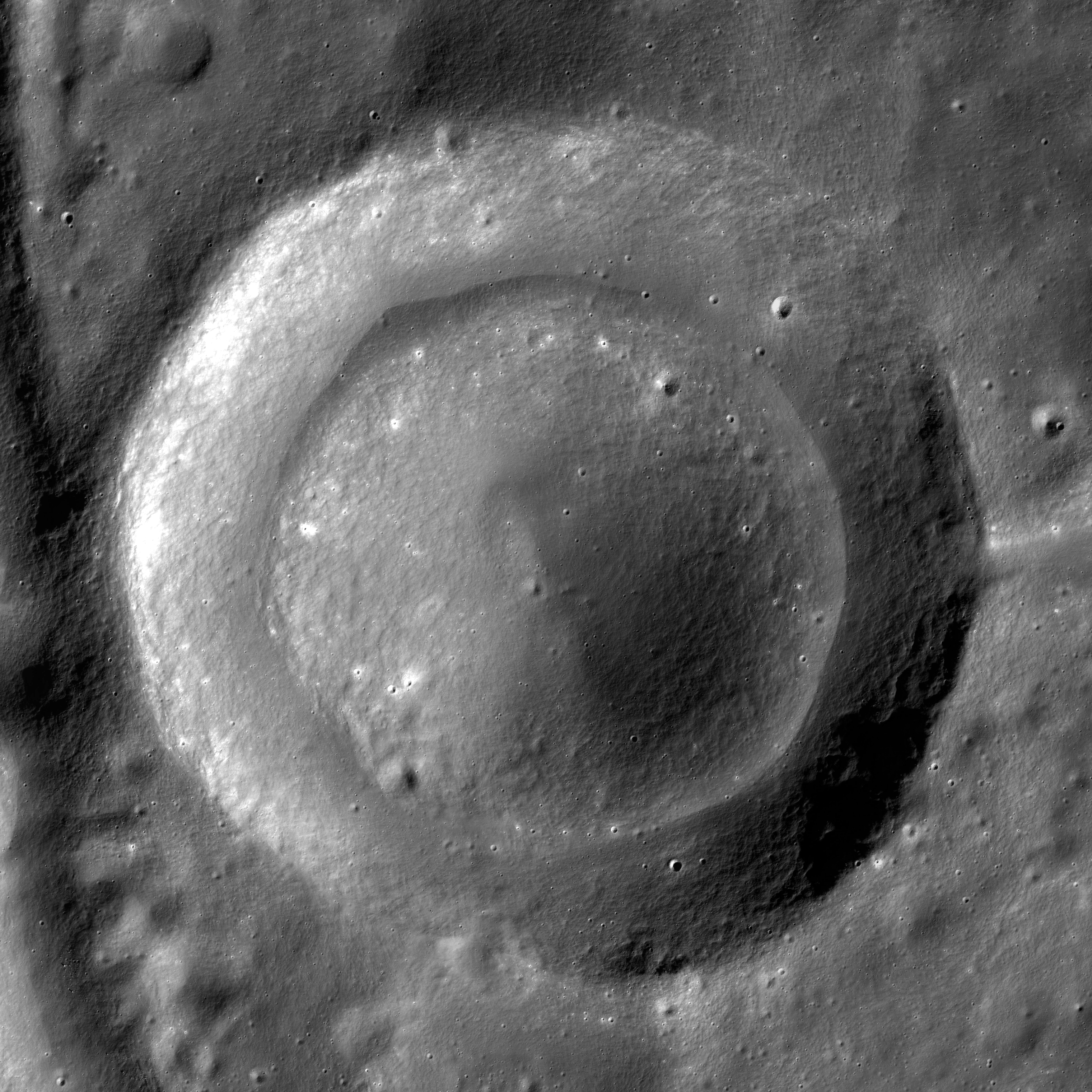
卫星坑"雷普索尔 A"，月球勘测轨道飞行器拍摄。

| 雷普索尔 | 纬度    | 经度    | 直径     |
| -------- | ------- | ------- | -------- |
| A        | 51.8° N | 77.0° W | 9 公里   |
| B        | 53.2° N | 75.8° W | 38 公里  |
| C        | 48.9° N | 73.6° W | 133 公里 |
| G        | 50.5° N | 70.6° W | 44 公里  |
| H        | 51.7° N | 81.6° W | 12 公里  |
| N        | 49.0° N | 78.2° W | 14 公里  |
| R        | 49.8° N | 72.2° W | 13 公里  |
| S        | 47.8° N | 75.2° W | 9 公里   |
| T        | 47.7° N | 79.9° W | 13 公里  |
| V        | 50.8° N | 75.4° W | 7 公里   |
| W        | 52.6° N | 79.8° W | 10 公里  |

- 卫星坑"雷普索尔 A"是一座同心环坑；
- 卫星坑"雷普索尔 C"约形成于酒海纪[1]；
- 卫星坑"雷普索尔 G"约形成于前酒海纪[1]。

## 参引资料
1. 1 2 3 4  Lunar Impact Crater Database
2. ↑   (PDF).   [2017-03-11]. （原始内容存档 (PDF)于2013-02-20）.
3. ↑  .   [2017-03-11]. （原始内容存档于2017-03-12）.

## 另请参阅
- Andersson, L. E.; Whitaker, E. A. . NASA RP-1097. 1982.
- Blue, Jennifer. . USGS. July 25, 2007  [2007-08-05]. （原始内容存档于2019-12-05）.
- Bussey, B.; Spudis, P. . New York: Cambridge University Press. 2004. ISBN 978-0-521-81528-4.
- Cocks, Elijah E.; Cocks, Josiah C. . Tudor Publishers. 1995. ISBN 978-0-936389-27-1.
- McDowell, Jonathan. . Jonathan's Space Report. July 15, 2007  [2007-10-24]. （原始内容存档于2019-06-21）.
- Menzel, D. H.; Minnaert, M.; Levin, B.; Dollfus, A.; Bell, B. . Space Science Reviews. 1971, 12 (2): 136–186. Bibcode:1971SSRv...12..136M. doi:10.1007/BF00171763.
- Moore, Patrick. . Sterling Publishing Co. 2001. ISBN 978-0-304-35469-6.
- Price, Fred W. . Cambridge University Press. 1988. ISBN 978-0-521-33500-3.
- Rükl, Antonín. . Kalmbach Books. 1990. ISBN 978-0-913135-17-4.
- Webb, Rev. T. W.  6th revised. Dover. 1962. ISBN 978-0-486-20917-3.
- Whitaker, Ewen A. . Cambridge University Press. 1999. ISBN 978-0-521-62248-6.
- Wlasuk, Peter T. . Springer. 2000. ISBN 978-1-85233-193-1.